# Попов, Александр Сергеевич (горняк)
Попов Александр Сергеевич (22 декабря 1891, Шацк, Тамбовская губерния — 13 марта 1974, Алма-Ата) — советский учёный в области горного дела, специализировался в изыскании оптимальных методов и параметров разработки угольных месторождений. Академик АН КазССР (1954), доктор технических наук (1937), профессор (1927), заслуженный деятель науки КазССР (1954), заслуженный деятель науки УзССР (1945).

## Биография
Окончил Петроградский горный институт (1919), работал в Московской горной академии на кафедре горного искусства — ассистент, доцент, профессор (с 1927 года). После разделения МГА на несколько вузов — профессор, декан, заведующий кафедрой, проректор Московского горного института (сегодня — Горный институт НИТУ «МИСиС») (1930—1941). Исполнял обязанности ректора МГИ (1937 г.). Также занимал профессорские должности во Всесоюзной промышленной академии и Московском институте цветных металлов и золота.
В 1938—1949 гг. — профессор, заведующий кафедрой Среднеазиатского индустриального института. С 1947 г. руководитель проблемы, заведующий сектором, заместитель директора Института горного дела АН Казахской ССР. Профессор, заведующий кафедрой Казахского политехнического института (1949—1974).
Будучи профессором-консультантом горно-маркшейдерского бюро, Научно-технического совета ВСНХ СССР, целого ряда правительственных комиссий на протяжении почти пятидесяти лет, проф. А. С. Попов консультировал около 300 различных проектов. Среди них — практически все угольные бассейны страны: Донбасс, Кузбасс, Подмосковный, Карагандинский, Уральский, Шпицбергенский, Средне-Азиатский и т. д., а равно калийные месторождения. Во время работы в Казахстане консультировал разработку Байконурского, Коунрадского и Джезказганского рудников.
Автор 14 монографий по вопросам горного дела. Работы большей частью посвящены вопросам вскрытия и систем разработки каменноугольных месторождений, а также технико-экономическому анализу. Был редактором горного отдела первого издания Большой советской и технической энциклопедий.
В 1961 г., после инсульта, у А. С. Попова оказалась частично парализована правая рука, вследствие чего он стал меньше заниматься наукой и больше уделять внимания педагогической деятельности и руководству диссертационными работами. Под его руководством защищено около ста кандидатских и докторских диссертаций. Среди учеников академика Попова А. С. — действительные члены АН КазССР Ержанов Ж. С., Сагинов А. С., Кунаев Д. А., Байконуров О. А., члены-корреспонденты Мусин А. Ч., Болгожин Ш.А-Г., Алтаев Ш. А., Ракишев Б.Р., лауреаты Ленинской и Государственной премий СССР и КазССР, доктора наук Шарипов В. Ш., Бренер В. А., Пляскин Н. И., Мукушев М., Ким О. В., Бейсебаев А. М. и многие другие.
Скончался 13 марта 1974 года в Алма-Ате, похоронен на Центральном кладбище города.

## Избранные труды
- Попов А. С. Проектирование рудничной вентиляции при диагональном соединении проводов воздуха / А. С. Попов, горный инж., проф. Московской горной академии; Донецкий гос. каменноуг. трест «Донуголь». Науч.-изд. бюро. — 3-е изд. — Харьков : Донуголь, 1930
- Попов А. С. Технико-экономический анализ в горном искусстве / Проф. А. С. Попов. — Москва ; Ленинград ; Новосибирск : Гос. науч.-техн. горное изд-во, 1932
- Попов А. С. Технико-экономический анализ в горном искусстве : (Конспект). Ч. 1- / А. С. Попов, горн. инж., проф.; Моск. горный ин-т им. И. В. Сталина. — Москва : Б. и., 1932.
- Попов А. С. Установление годовой добычи и размеров поля индивидуальной шахты. — [Москва] : Моск. горный ин-т, 1934
- Попов А. С. Вскрытие каменноугольных месторождений / Проф. А. С. Попов; Моск. горн. ин-т им. И. В. Сталина. — Москва : Издат. бюро Моск. горн. ин-та им. И. В. Сталина, 1936
- Попов А. С. Рудничные стволы и околорудничные выработки: основы проектирования. — Ташкент, 1944.

## Признание
Награжден орденами Ленина, Трудового Красного Знамени, медалями. Заслуженный деятель науки Казахской ССР (1954), заслуженный деятель науки Узбекской ССР (1945).
В 1991 г. КазПТИ совместно с Минвузом и Академией наук КазССР, несмотря на сложную обстановку в стране, провел всесоюзную конференцию «Технико-экономический анализ и теория проектирования в горном деле», посвященную 100-летию со дня рождения академика А. С. Попова. По материалам конференции был выпущен двухтомный сборник научных трудов.